# Консигнатор
Консигнатор — агент, комісіонер, що продає товар консигнанта (власника) за кордоном зі свого складу й від свого імені за винагороду, що отримується від власника товару.